# Фабийонишское староство
Фабийонишское староство (лит. Fabijoniškių seniūnija) — староство города Вильнюс, находится на севере от центра города, возле магистрали Вильнюс — Паневежис. Большую часть составляет район Фабийонишки, строительство которого началось в 1986 году на месте бывшей деревни Фабийонишкес, включает также районы Павилёнис (Перкункемис) и Байорай.
В старостве есть храм святых последних дней Иисуса Христа, с 2018 года работает общественный бассейн. Действуют 2 гимназии, 1 прогимназия, 1 основная школа и 1 начальная школа.
В Фабийонишском старостве вокруг Шешкинской тропы на улице С. Станявичяус в 2018 году была снята большая часть мини-сериала Чернобыль от HBO.